# Pieve di San Martino (Sesto Fiorentino)
La pieve di San Martino è un luogo di culto cattolico di Sesto Fiorentino.

## Storia e descrizione
Menzionata a partire dall'anno 868 e ricostruita nel primo Duecento, mostra ancora caratteristiche strutturali romaniche, distinguendosi per lo slanciato sviluppo verticale e per le dimensioni decisamente monumentali.
Lo spazio interno, spartito in tre navate da pilastri, si sviluppa su otto campate. In facciata è un portico architravato cinquecentesco.
Nel corso dei secoli l'edificio ha subito modifiche e ricostruzioni che hanno interessato la torre campanaria e l'abside semicircolare.
All'interno gli altari laterali sono secenteschi; all'altare maggiore è un "Crocifisso" di Agnolo Gaddi (allievo di Giotto); notevoli anche una Circoncisione di Jacopo Vignali, la Morte della Vergine di Cenni di Francesco di ser Cenni, Quattro santi di Santi di Tito e una serie di riproduzioni realizzate dalla Fabbrica Ginori nell'800 da originali robbiani.
Alla parete sinistra è appesa una pala con l'Annunciazione, datata 1576, eseguita da Stefano Pieri per la famiglia Cocchi Donati ed originariamente in Santa Maria a Morello. Il dipinto è impreziosito da una cornice originale in cui è anche una predella dipinta che reca anche lo stemma della famiglia ed il ritratto del committente. 
Sul lato esterno sud un bassorilievo in ceramica raffigurante San Martino nell'atto di dividere il suo mantello col mendicante di Roberto Ceccherini.

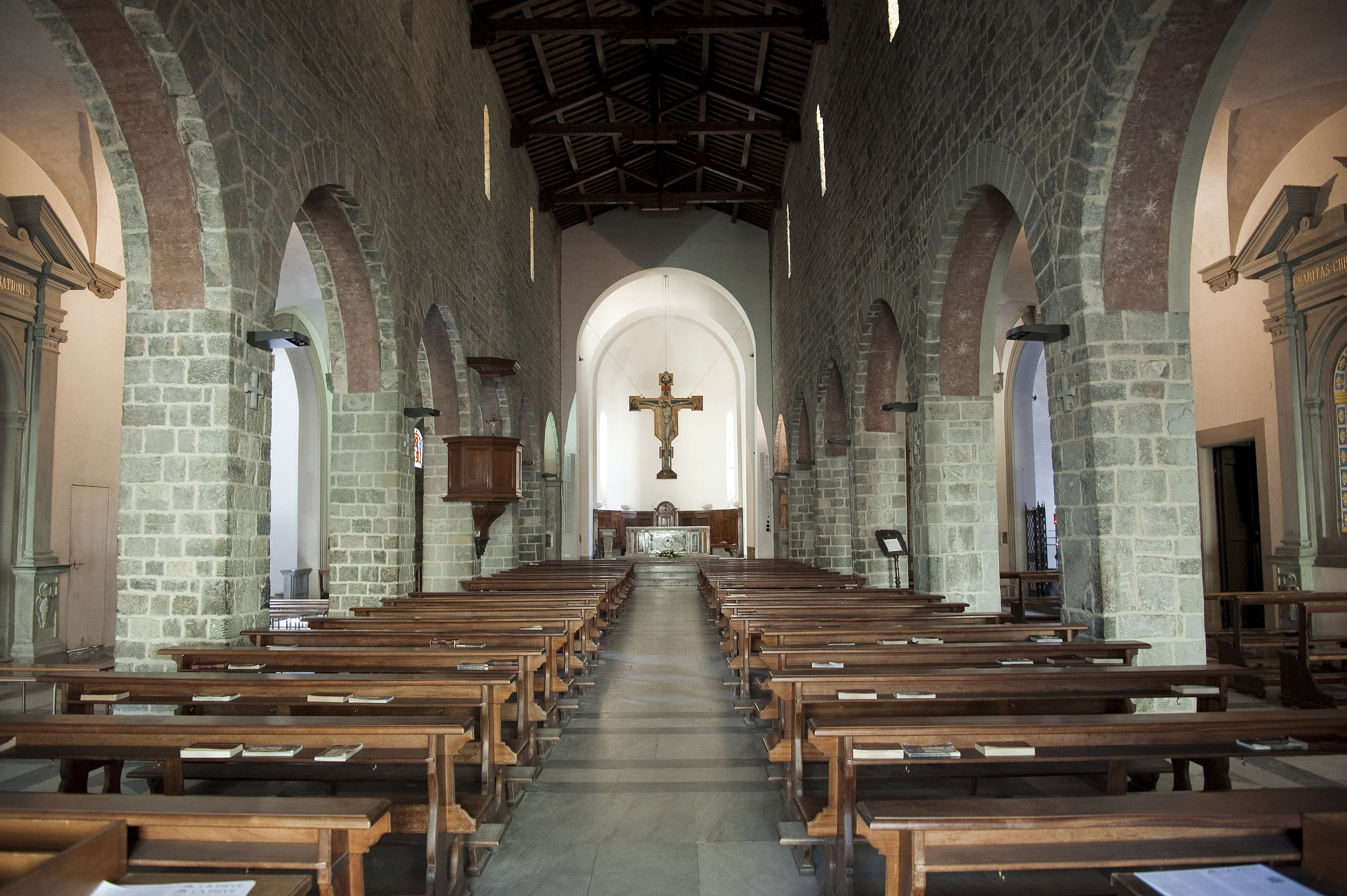
Interno
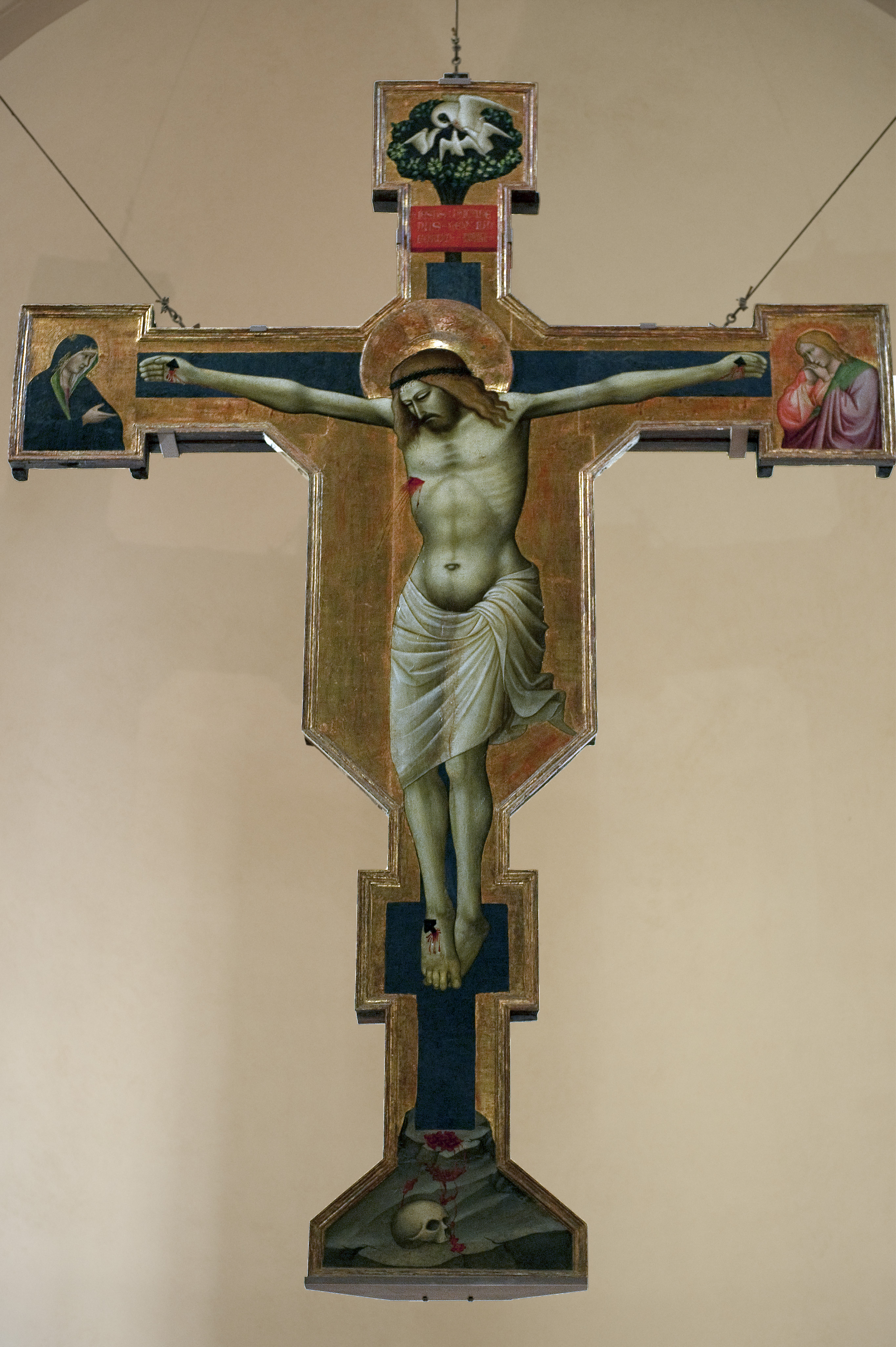
Crocifisso di Agnolo Gaddi